# Stanisław Ożóg (homme politique)
Stanisław Ożóg, né le 27 mai 1953 à Sokołów Małopolski, est un homme politique polonais, membre de Droit et justice (PiS).